# The Hardest Part (chanson de Coldplay)
Singles de Coldplay
Talk
(2005) What If
(2006)
Pistes de X&Y
Low Shallowed in the Sea
The Hardest Part est une chanson du groupe Coldplay, sortie le 3 avril 2006, tirée de l'album X&Y.
Elle a atteint notamment la 8e place en Pologne, la 19e place en Italie et la 25e place aux Pays-Bas.